# Boris Juh
Boris Juh slovenski gledališki, filmski igralec, * 18. januar 1935, Celje.

## Življenjepis
Rojen je leta 1935 v Celju Mariji Bajc in Alfredu Nabergoju. Med drugo svetovno vojno očeta zaradi povezav s partizani in OF ubijejo, mama Marija se vnovič poroči z Mirkom Juhom, tako Boris prevzame priimek Juh. 
Po končani AGRFT v šestdesetih letih dvajsetega stoletja, pa vse tja do začetka sedemdesetih, deluje predvsem v Mladinskem gledališču v Ljubljani, poleg pa sodeluje še z Mestnim gledališčem ljubljanskim,  Študentskim aktulnim gledališčem, Odrom 57, ter Eksperimentalim gledališčem Glej. 
Vsa ta sodelovanja so bila odskočna deska za vstop v Sng Dramo leta 1971, kjer ostane stalni član ansambla vse do upokojitve. V gledališču je Boris Juh odigral prek sto vlog, nastopil v okoli dvajsetih celovečernih filmih, posnel več kot petinštirideset vlog v TV dramah in nadaljevankah, ter posodil glas kar več kot dvestopedesetim radijskim igram in recitalom.
Njegova partnerica je igralka Mojca Ribič.
Boris Juh je oče znane slovenske igralke Polone Juh

## Pomembnejše gledališke vloge
- Robin Hood v predstavi »Strip strup denarja vkup«, M. Mikeln
- Kraljevič Bam v predstavi »Čudežni pisalni strojček«, S. Rozman
- Fagin v predstavi »Oliver Twist« , C. Dickens
- Princ Tulipan v predstavi »Vesela zgodba o žalostni princeski«, F. Milčinski
- Fileas Fogg v predstavi »V osemdesetih dneh okoli sveta«, J. Verne
- Vojček v predstavi »Vojček«, G. Buchner
- Tuzenbah Nikolaj Lvovič v predstavi »Tri sestre«, A. P. Čehov
- Pedro Gailo v predstavi »Božje besede«, R. M. del Valle-Inclan
- Maks v predstavi »Kralj na Betajnovi«, I. Cankar
- Pavel Fjodorovič Protasov v predstavi »Otroci sonca«, M. Gorki
- Sergej Pavlovič Golubkov v predstavi »Beg«, M. Bulgakov
- Leone Glembay v predstavi »Gospoda Glembajevi«, M. Krleža
- Vlas Černov v predstavi »Letoviščarji«, M. Gorki
- Robert v predstavi »Prevara«, H. Pinter
- Ivan Aleksandrovič Hlestakov v predstavi »Revizor«, N. V. Gogolj
- Hiisi v predstavi »Kalevala«, D. Zajc
- Orgon v predstavi »Tartuffe«, J. B. P. Moliere
- Slikar v predstavi »Dogodek v mestu Gogi«, S. Grum
- Magnus v predstavi »Kontrakt«, S. Mrožek
- Lobkowitz v predstavi »Mein Kampf«, G. Tabori
- Slavko v predstavi »Kakor pečat na srce«, T. Partljič
- David v predstavi »Izganjalci hudiča«, M. Zupančič
- Grof Kent v predstavi »Kralj Lear«, W. Shakespeare
- Kralj Henrik v predstavi »Kralj Henrik«, W. Shakespeare
- Duh Hamletovega očeta v predstavi »Hamlet«, W. Shakespeare

## Pomembnejše filmske vloge
- Kozlevčar v filmu »Med strahom in dolžnostjo«, V. Duletič
- Anton Novak v filmu »Draga moja Iza«, V. Duletič
- Anton v filmu »Nasvidenje v naslednji vojni«, Ž. Pavlović
- Fritz v filmu »Iskanja«, M. Klopčič
- Andrej v filmu »Dediščina«, M. Klopčič
- Jakob v filmu »Pustota«, J. Gale
- Milan Stančič v filmu »Naš človek«, J. Pogačnik
- Ivan v filmu »Christophoros«, A. Mlakar

## Nagrade
- Borštnikova nagrada za glavno vlogo leta 1978
- Nagrada Prešernovega sklada leta 1979
- Filmski igralec leta 1982
- Nagrada mednarodnega TV festivala v Plovdivu za glavno vlogo leta 1983
- Filmski igralec leta 1985
- Borštnikova nagrada za glavno vlogo leta 1987
- nagrada bert za življenjsko delo na področju filmske igre 2016